# Francia ai VII Giochi olimpici invernali
La Francia partecipò ai VII Giochi olimpici invernali, svoltisi a Cortina d'Ampezzo, Italia, dal 26 gennaio al 5 febbraio 1956, con una delegazione di 32 atleti impegnati in sei discipline.